# Smesnitsa
Smesnitsa (en macédonien Смесница, en albanais Smesnica) est un village du nord de la Macédoine du Nord, dans la municipalité de Zelenikovo. Le village comptait 104 habitants en 2002. Il est majoritairement albanais.

## Démographie
Lors du recensement de 2002, le village comptait :
- Albanais : 104